# آلفارپ
آلفارپ (به اسپانیایی: Alfarb) یک شهرستان در اسپانیا است که در Ribera Alta واقع شده‌است.

## خصوصیات
آلفارپ ۲۰٫۶ کیلومترمربع مساحت و ۱٬۴۴۱ نفر جمعیت دارد و ۹۵ متر بالاتر از سطح دریا واقع شده‌است.